# Ostrze trzoneczkowate

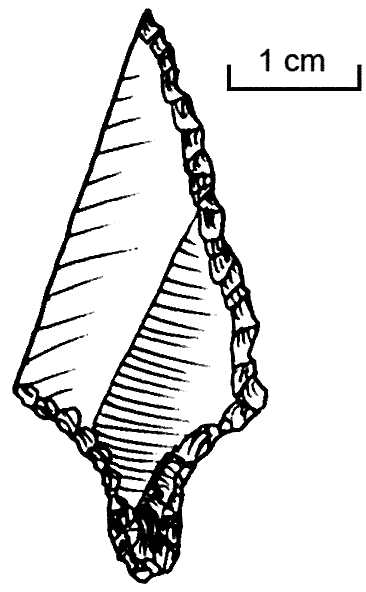
Trzoneczkowate ostrze ahrensburskie

Ostrze trzoneczkowate (ang. tanged points) – narzędzie krzemienne wykonane z wióra lub rzadziej odłupka. Ostrze posiada uformowany retuszem trzonek, mniej lub bardziej wyraźny. Specyficzną odmianą jest liściak - trzonek jest słabo wyodrębniony. W okresie Dryas III (11-10 tys. lat temu) służyły jako grociki strzał. Od nich wziął nazwę kompleks kultur ostrzy trzoneczkowatych, a każda kultura w tym kompleksie posiadała swój charakterystyczny typ grocika.
W niektórych źródłach ostrza trzoneczkowate określa się jako liściaki trzpieniowate.